# 大花活血丹
大花活血丹（学名：Glechoma sinograndis），为唇形科活血丹属下的一个种。

## 扩展阅读
維基物種上的相關：大花活血丹